# ماري بلان
ماري فيليكس بونابرت (بالفرنسية: née Marie-Félix Blanc)‏ ؛ ولدت من عائلة برجوازية فرنسية ثرية وكان لديها ممتلكات مالية في موناكو وألمانيا ، وقد حصلت ميراثًا كبيرًا بعد وفاة والدها. على الرغم من اعتراضات والدتها ، تزوجت في عام 1880 من الأمير  رولاند بونابارت ، وهو عضو في فرع مورغاني من بيت بونابرت. ماتت من انسداد بعد شهر من ولادة طفلتها الوحيدة ، الأميرة ماري بونابرت.

## النشأة والأسرة
ولدت ماري  بلان في  22 ديسمبر  1859 في باريس لرجل الأعمال الفرنسي فرانسوا بلان وزوجته الثانية ماري شارلوت هينسل. كان والدها مؤسس شركة موناكية وقام بتشغيل العديد من الكازينوهات ، بما في ذلك كازينو مونت كارلو في موناكو وكازينو باد هومبورغ (فور در هوهه) في ألمانيا
أشيع أن عرابها ، الكونت أنطوان برتورا ، هو والدها البيولوجي. كان لديها أخت أكبر ، لويز. الأخ الأكبر ، إدموند ؛ واثنين من الأخوة غير الأشقاء الأكبر سنًا من زواج والدها الأول من مادلين فيكتوار هوجولين وكاميل وتشارلز. تزوجت أختها الكبرى في وقت لاحق من الأمير قسطنطين وينسينتي ماريا رادزويك. شغل شقيقها الأكبر فيما بعد منصب رئيس بلدية لا سيل سان كلاود ، وشغل أخوها الأكبر ، كاميل ، منصب رئيس بلدية بوسولي. عندما كانت تبلغ من العمر 18 عامًا ، توفي والد بلان ، تاركًا لها ميراثًا كبيرًا.

## وفاتها
تدهورت صحة بلان في وقت لاحق حيث كانت تعاني من مرض السل. و في 1 أغسطس 1882 ، توفيت بسبب إحداث الانسداد ، كانت وفاة بلان سبع سنوات قبل أن يخلف زوجها ابن عمه ، نابليون تشارلز بونابرت ، كسادس أمير كانينو وموسينيانو. دفنت في فرساي ، إيفلين.